# Grzegorz Wawrzeńczyk
Grzegorz Wawrzeńczyk (ur. 24 lipca 1966 w Strawczynie, zm. 28 sierpnia 2012 w Kielcach) – polski kompozytor, wokalista, klawiszowiec i autor tekstów.
Występował w ludowym zespole Strawczynioki. W listopadzie 1987 znalazł się w pierwszym składzie rockowego zespołu Ira, do którego trafił dzięki ówczesnej żonie Artura Gadowskiego, Barbarze. Z zespołem zagrał m.in. w styczniu 1988 na eliminacjach do Ogólnopolskiego Młodzieżowego Przeglądu Piosenki w Łodzi. Brał też udział w pierwszych profesjonalnych nagraniach zespołu, realizowanych w Radiu Kielce w lutym 1988 oraz wystąpił z grupą na 25. Krajowym Festiwalu Piosenki Polskiej w Opolu. Jeszcze w tym samym roku odszedł z zespołu. Następnie został nauczycielem muzyki w strawczyńskiej podstawówce oraz instruktorem w Gminnym Ośrodku Kultury.
Był autorem piosenki promującej gminę Strawczyn.
Zmarł po krótkiej chorobie. 30 sierpnia 2012 został pochowany w grobowcu rodzinnym na cmentarzu parafialnym w Strawczynie.

## Dyskografia
- Czysty Harry W małym miejskim pubie (1999)
- Grzegorz ze Strawczyna Jagódka (2001)